# Robert Warburton
Sir Robert Warburton (Afghanistan, 11 luglio 1842 – Kensigton, 22 aprile 1899) è stato un militare e amministratore anglo-afghano. Prestò servizio per molti anni come ufficiale politico britannico responsabile della zona del passo Khyber, in una regione di importanza strategica per l'India britannica. Contribuì a mantenere la pace con gli Afridi.

## Biografia
Warburton nacque in un forte tra Jagdallak e Mak, nel territorio della tribù Ghilji, l'11 luglio 1842, figlio unico del tenente colonnello Robert Warburton del Royal Artillery (morto il 10 novembre 1863) e di Shah Jahan Begum, nipote dell'emiro dell'Afghanistan Dost Mohammed Khan. Al momento della nascita la madre era in fuga dalle truppe di Wazir Akbar Khan, che la inseguirono per mesi dopo la rivolta afghana del novembre 1841 a Kabul. Rifugiatasi presso dei parenti, si ricongiunse finalmente al marito il 20 settembre 1842.
Alla fine della prima guerra anglo-afghana la famiglia si trasferì prima a Sipri (odierna Shivpuri) e poi a Morar, presso Gwalior. Dal 1850 Warburton studiò sotto la guida di Robert North Maddock a Mussoorie, città nella quale rimase fino al 1º dicembre 1856. Fu quindi inviato in Inghilterra, dove frequentò la Kensington Grammar School sotto la guida di G. Frost. Ottenne il grado di cadetto e, dopo un periodo all'Addiscombe Military Seminary e due alla Royal Military Academy di Woolwich, il 18 dicembre 1861 fu nominato ufficiale nel Royal Artillery. Nel 1862 fu inviato in India a Fort Govindghar, la fortezza di Amritsar, nella 1ª batteria della 24ª brigata. Nell'agosto del 1864 si trasferì alla batteria F della 18ª brigata, di stanza a Mian Mir. Nel 1866 il fallimento della Agra and Masterman's Bank lo lasciò con la sola paga per mantenere sé stesso e la madre. Si arruolò quindi nel 21º reggimento di fanteria del Punjab. Questo reggimento, impegnato nella spedizione britannica in Abissinia, sbarcò a Zula il 1º febbraio 1868.
Durante il suo servizio Warburton dimostrò grande tatto nei confronti dei nativi e ricevette i ringraziamenti di Sir Robert Napier. Napier si interessò a favore Warburton e scrisse al luogotenente-governatore del Punjab, raccomandandolo per un impiego. Tornato in India nell'aprile del 1869, Warburton fu aggregato al 15º reggimento Sikh di Ludhiana. Nel luglio del 1870 fu nominato nella commissione del Punjab come assistente commissario della divisione di Peshawar. Alla fine di settembre del 1872 fu trasferito temporaneamente nel sottodistretto degli Yusafzai, di stanza a Hoti-mardan, e nel febbraio 1876 ricevette la nomina definitiva. Al comando di Sir Pierre-Louis Cavagnari, Warburton prese parte a diverse imprese contro le tribù delle colline (in particolare nel 1878 contro gli Utman Khel) che si ostinavano a razziare il territorio britannico. Ricevette i complimenti del governo del Punjab cinque volte e del segretario di Stato per l'India tre volte. Nel 1879, durante la seconda guerra anglo-afghana, Cavagnari fece ripetute richieste per riaverlo ai suoi ordini, ma il governo del Punjab si rifiutò di accoglierle. A luglio Warburton fu nominato ufficiale politico del Khyber, incarico che mantenne per diciotto anni.
Alla notizia dell'assassinio di Cavagnari durante l'assedio dell'ambasciata britannica a Kabul, Warburton fu nominato ufficiale politico capo del generale Robert Onesiphorus Bright, comandante delle forze campali di Jalalabad. Si unì al queste forze il 10 ottobre 1879 e si recò a Jalalabad per accertare le entrate del distretto. Nell'aprile 1880 tornò in Inghilterra per poi ritornare al passo Khyber il 16 febbraio 1882. Da quel momento rimase alla frontiera quasi ininterrottamente, fino al suo pensionamento.
Ebbe una notevole influenza sulle tribù delle colline, in parte dovuta al suo sangue afghano. Tra queste tribù arruolò i Khyber Rifles, un'unità che per molti anni mantenne tranquilla la zona del passo. Il suo accampamento divenne il punto di incontro di tribù reciprocamente ostili, che al suo interno si astennero accuratamente da scontri. Warburton era abituato a viaggiare senza armi, con solo un bastone da passeggio e ovunque incontrava dimostrazioni di affetto. Capace di conversare correntemente con i dotti in persiano e con la gente comune in pashtu, riuscì, grazie alla sua conoscenza della vita e del carattere tribale, a guadagnare un'influenza sugli afghani di frontiera che non è mai stata eguagliata. Nel 1881 raggiunse il grado di maggiore e nel 1887 quello di tenente colonnello.
Il 1º gennaio 1890, in riconoscimento dei suoi servizi, fu nominato compagno dell'Ordine della Stella d'India. Nel 1893 fu nominato colonnello. Si dimise dal suo incarico l'11 luglio 1897, ricevendo i ringraziamenti del governo del Punjab. Aveva spesso chiesto al governo un assistente britannico che potesse continuare la sua politica dopo il suo pensionamento, ma questa richiesta non fu mai accolta e l'arrivo di un successore senza esperienza creò subito problemi. Allo scoppio di agitazioni tra gli Afridi, il 13 agosto il governo indiano chiese la sua disponibilità a riprendere il suo servizio. Si dichiarò disponibile, ma il 23 agosto, prima che fosse dato un ordine definitivo, scoppiarono le ostilità. Warburton prestò servizio nella campagna di Tirah e nel 1898 fu creato cavaliere commendatore dell'Ordine dell'Impero Indiano. Le difficoltà della campagna di Tirah logorarono il suo fisico e la perdita del passo Khyber fu per lui un duro colpo.
Tornato in Inghilterra in cattive condizioni di salute, morì al numero 3 di Russell Road, a Kensington, il 22 aprile 1899. Fu sepolto al cimitero di Brompton il 27 aprile.

## Famiglia
Nel 1868 sposò Mary, figlia maggiore di William Cecil di Dyftrin, Monmouthshire. Dopo la morte del marito, Mary curò la pubblicazione delle sue memorie.